# Burleson (Teksas)
Burleson je grad u američkoj saveznoj državi Teksas. Prema popisu stanovništva iz 2010. u njemu je živjelo 36.690 stanovnika.